# Vitrail de la Passion (Chartres)
Pour un article plus général, voir Vitraux de Chartres.
Le vitrail de la Passion de Chartres est la lancette gauche de la façade ouest de la cathédrale Notre-Dame de Chartres.
La verrière a été exécutée entre 1145 et 1155, elle est contemporaine de la façade de la cathédrale, construite après l'incendie de 1134 et épargnée par celui de 1194. Les trois lancettes ont été très restaurées au 13e et 15e siècles, puis nettoyées et protégées dans les années 1970.
Elle a été classée aux monuments historiques en 1840.

## Composition du vitrail
Le vitrail s'inscrit dans une fenêtre ogivale simple. Il est composé de quatorze panneaux carrés (à l'exception de ceux de l'ogive), disposés par paire symétriques autour de l'axe central vertical.
Les panneaux représentant des scènes sur fond bleu, inscrites dans des doubles cercles de points blancs entourant une bande jaune et verte ponctuée de rouge.
L'ensemble des scènes repose sur un fond rouge peu apparent. Chaque groupe de quatre cercles entoure un motif central en forme de croix bleu quadrilobée, bordée de blanc et d'un carré orange, brochant sur huit feuilles vertes. Les espaces latéraux sont ornés de motifs floraux. Le vitrail a une petite bordure inférieure prolongeant les motifs floraux des espaces latéraux.

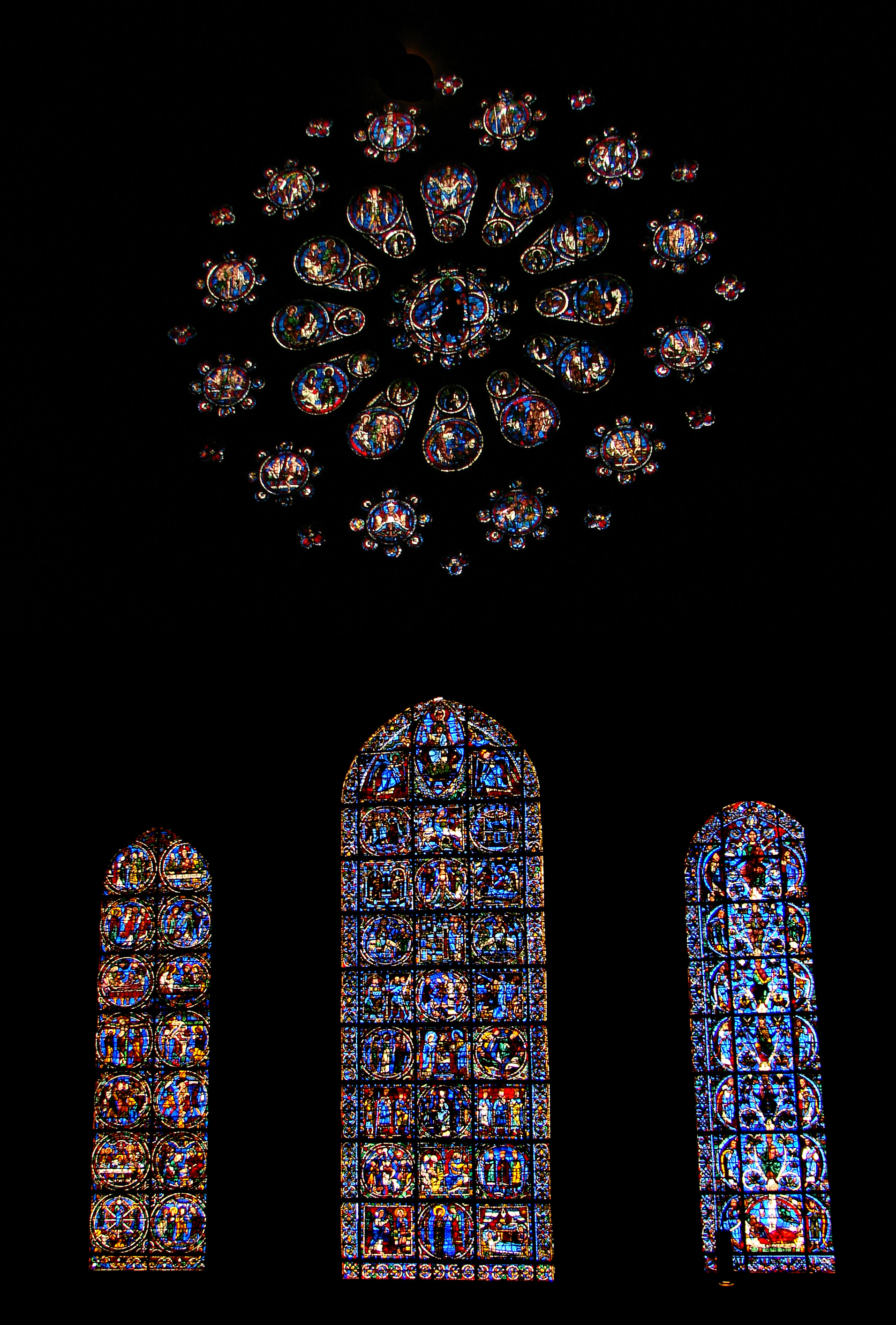
Rose et lancettes de la façade ouest de Chartres. La verrière de la Passion est celle de gauche.

## Thématique
La verrière représente principalement la Passion du Christ, à travers les huit panneaux médians.
Les deux cercles inférieurs représentent la Transfiguration, et les quatre panneaux supérieurs représentent la Résurrection de Jésus jusqu'à son Ascension.
Elle suit les sources évangéliques.

## Description des panneaux
Le vitrail se lit de bas en haut et de gauche à droite.
|  | (VII) Les Pèlerins d'Emmaüs (Lc 24:13-33). - Gauche : Jésus rencontre les deux pèlerins et leur explique les écritures. - Droite : Les pèlerins reconnaissent le Christ à la fraction du Pain. |
|  | (VI) - Gauche : Annonce de la résurrection par Marie-Madeleine aux apôtres incrédules (Jn 20:1-3). - Droite : Jésus apparaît à Marie-Madeleine (Jn 20:11-18), « noli me tangere » |
|  | (V) Mise au tombeau et Résurrection - Gauche : La mise au tombeau (Mt 27:57-61, Mc 15:42-47, Lc 23:50-56, Jn 19:38-42). Marie en haut et auréolée de rouge se penche sur la scène, avec Jean à droite. Joseph d'Arimathie et Nicodème déposent Jésus enveloppé d'un suaire sur une pierre d'autel supportée par quatre colonnes. Liturgiquement, l'Autel représente le Christ dans son sacrifice. - Droite : La Résurrection. Marie de Magdala, Marie mère de Jacques et Salomé se présentent au tombeau (Mt 28:1, Mc 16:1). Un ange à robe blanche resplendissante montre le tombeau vide qui ne contient plus que le linceul; à ses pieds, deux gardes sont comme morts (Mt 28:2:4).                                                |
|  | (IV) *Crucifixion et descente de la croix. La croix est verte (couleur liturgique d'espérance et de vie redonnée par le Christ), bordée de rouge (couleur du martyr). - Gauche : La Crucifixion. Jésus, mort, est entouré de Marie à gauche et de Jean à droite. Une allégorie populaire au Moyen Âge voulait que la croix fût taillée dans l'arbre de vie du Jardin d'Éden : le même bois ayant été porteur de mort devient porteur de vie par le sacrifice du Christ. - Droite : Descente de croix (Mt 27:57-61, Mc 15:42-47, Lc 23:50-56, Jn 19:38-42). Joseph d'Arimathie recueille le corps du Christ, pendant que Nicodème, vêtu de jaune, retire les clous du corps. La scène est encadrée par Marie à gauche et Jean à droite |
|  | (III) Arrestation et Flagellation de Jésus-Christ. - Gauche : Arrestation de Jésus-Christ au mont des Oliviers (Mt 26:47-56, Mc 14:47-52, Lc 22:47-53, Jn 18:3-12). À gauche, Judas vêtu de vert et de jaune désigne le Christ par son « baiser de Judas. » À droite, Malchus porte la courte tunique jaune des serviteurs du grand prêtre, et Pierre s'apprête à lui couper l'oreille. - Droite : La Flagellation (Mt 27:27-30, Mc 15:16-16, Jn 19:1-3) commence le martyre suivant la pratique romaine. Le Christ est couronné d'une couronne d'épines verte. À côté de sa tête flotte l'inscription « I.N.R.I. », ordonnée par Ponce Pilate (Mt 27:37, Mc 15:26, Lc 23:38, Jn 19:19-22).                                           |
|  | (II) La scène et le lavement des pieds. Ces deux thèmes se rattachent à la liturgie du Jeudi saint. - Gauche : La Cène, institution par Jésus-Christ de l'Eucharistie, lors du dernier repas pris avec ses disciples. Sur la table figure (outre le pain à droite et le vin dans une cruche à gauche) un poisson, au centre dans la coupe, rappel de la multiplication des pains qui préfigure l'Eucharistie. En outre, le poisson — Ichthus — est lui-même un symbole acrostiche de Jésus-Christ. Judas avance la main pour subtiliser le poisson, scène classique des mystères de la Passion au Moyen Âge. - Droite : Le lavement des pieds ou Mandatum.                                                                            |
|  | (I) La Transfiguration (Mt 17:1-9, Mc 9:2-10, Lc 9:28-36). - Gauche : Le Christ est entouré de multiples mandorles multicolores d'où sortent huit rayons marquant l'éblouissement du spectateur. Le Christ discute avec Élie et Moïse, représentant la Loi et les Prophètes. Les disciples Pierre, Jacques et Jean « tombèrent sur leur face et furent saisis d'une grande frayeur. » - Droite : Jésus ordonne à ses disciples de garder le silence sur la scène. |